# Trościaniec Wielki
Trościaniec Wielki (ukr. Тростянець) – wieś na Ukrainie, w rejonie tarnopolskim obwodu tarnopolskiego, położona w północnej części Wyżyny Podolskiej.
Pierwsze wzmianki pochodzą z 1437 i 1475 r. Wieś w XIX w. zakupiły siostry szarytki i były jej właścicielkami do 1939 r. Wieś dawniej należała do województwa ruskiego, w okresie zaboru austriackiego do powiatu brodzkiego, w dwudziestoleciu międzywojennym leżała na terenie powiatu zborowskiego w województwie tarnopolskim. W 1905 r. wzniesiono tu kościół filialny pw. Najświętszego Serca Jezusa, który w 50. latach XX w. przeszedł w ręce prawosławnych, a w 1990 r. grekokatolików. 
Nazwę swoją wywodzi od trzcin porastających dolinę rzeki Smolanki – dopływu Seretu.   
W II Rzeczypospolitej miejscowość należała do gminy wiejskiej Olejów w powiecie zborowskim województwa tarnopolskiego.
W 1939 liczył – 1740 mieszkańców, z czego Polaków – 1510, Ukraińców (Rusinów) – 220, Żydów – 10.  
W latach 1939–1945 nacjonaliści ukraińscy z OUN-UPA zamordowali w różnych okolicznościach 14 Polaków, w tym pod koniec września 1939 roku 5 żołnierzy Wojska Polskiego powracających do swoich domów. W lutym 1940 r. NKWD zesłało na Syberię polską rodzinę Gerców (5 osób). We wsi działała polska samoobrona, która uchroniła mieszkańców przed większymi stratami.
W odległości ok. 8 km na wsch. leżą Załoźce. Około 5 km na płd. leży wieś – Olejów, siedziba urzędu gminnego, poczty i posterunku policji. Siedzibą władz administracyjnych stopnia powiatowego był Zborów (ok. 20 km odległości).
Do 2020 w rejonie zborowskim.

## Urodzeni w Trościańcu Wielkim
- Stanisław Kusiak – polski ksiądz katolicki i kanonik[6].